# کلگه‌زار
کلگه‌زار، منطقه ای در شهر تشان در شهرستان بهبهان در استان خوزستان ایران است.

## جمعیت
این منطقه براساس سرشماری مرکز آمار ایران در سال ۱۳۸۵، جمعیت آن ۶۸۹ نفر (۱۳۱خانوار) بوده‌است.